# Emanuela Camacci
Emanuela Camacci (* 20. Dezember 1968 in Rom) ist eine italienische Bildhauerin, die in ihrer Geburtsstadt lebt und arbeitet.

## Leben
Nachdem Camacci im Jahr 1986 den Besuch eines Gymnasiums in Rom beendet hatte, nahm sie ein Studium im Fachbereich Bildhauerei an der Akademie der schönen Künste in Rom auf, das sie 1990 mit Auszeichnung bestand. Im Jahr 1991 erwarb sie ein Zertifikat für Gravieren und Kupferstich an der Scuola preparatoria alle arti ornamentali in Rom. Ab 1991 nahm sie an verschiedenen Kursen beispielsweise in Rom und Villány (Ungarn) teil.

## Werk

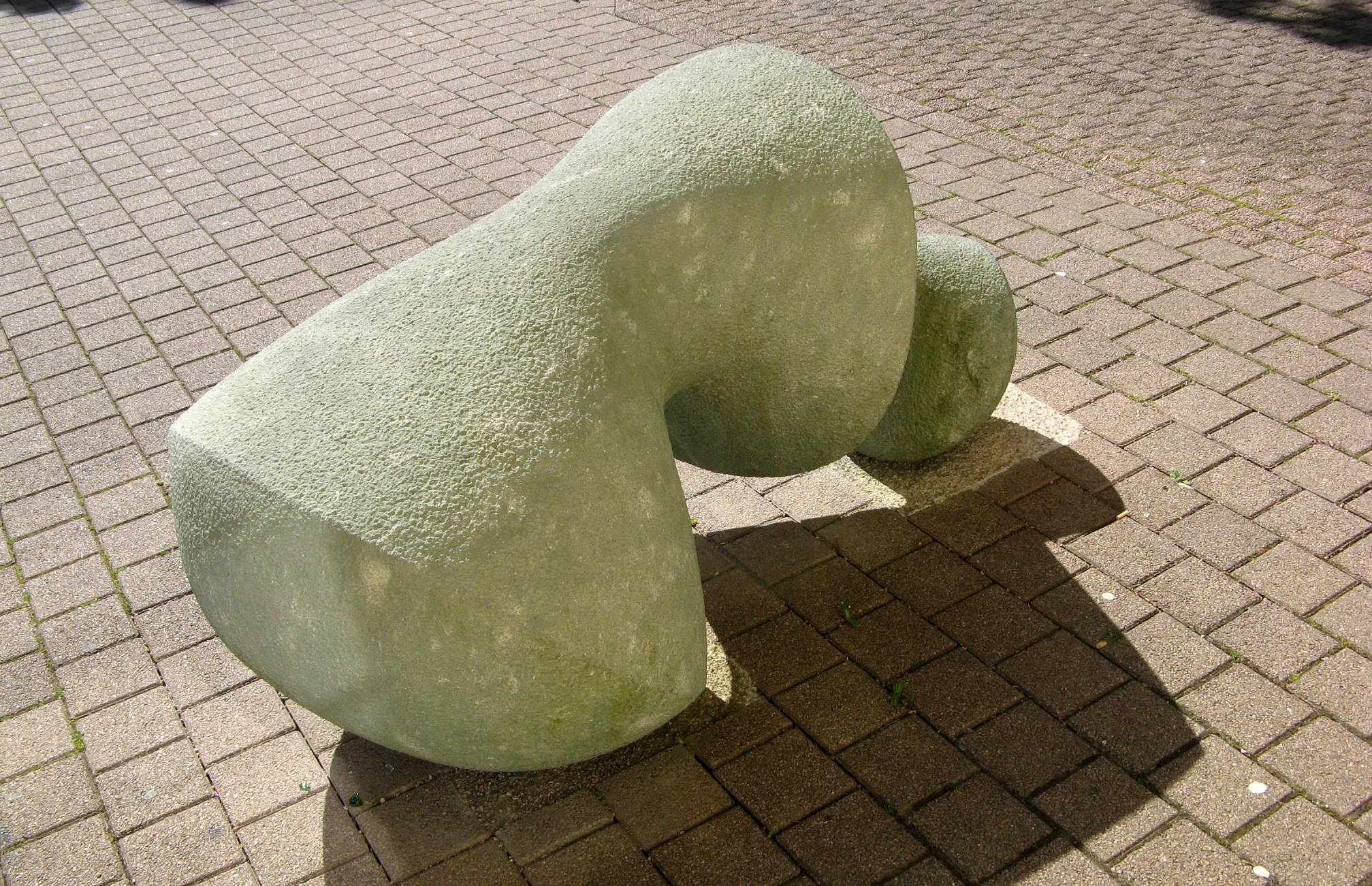
Towards (Anröchter Kalkstein grün, 2013, Hofheim am Taunus)

Camacci schuf teils monumentale Skulpturen aus Stein, Holz und Eisen im öffentlichen Raum und privatem Besitz. Als Teilnehmerin des Steinbildhauer-Symposiums 2013 in Hofheim am Taunus gestaltete sie die Skulptur Towards aus Anröchter Kalkstein in grünlicher Tönung, die im Jahr 2018 vom Kunstverein Hofheim angekauft und der Stadt Hofheim geschenkt wurde. Die Skulptur, die in abstrakter Verfremdung an einen liegenden Körper erinnert, fand ihren Platz auf dem Kellereiplatz zwischen dem Alten Wasserschloss und dem Kellereigebäude.
Camacci sieht ihre Herausforderung darin, den Körper des Menschen, der Pflanze und des Tieres in eine organische künstlerische Form zu überführen, wobei sie die vielfältigen Erscheinungsformen auf wenige Grundmuster zurückführt und hierbei – bei tendenzieller Neigung zu Abstraktion – das Organisch-Haptische herausarbeitet. Camacci arbeitet mit den Materialien Stein, Holz, Ton, Eisen und Marmor. Camacci bemüht sich, nach eigenen Angaben, einen Ausdruck für die biologischen Zyklen von Leben, Tod und Metamorphose zu finden.